# حرائق الغابات في اليونان 2023
في يوليو 2023، اندلعت حرائق غابات متعددة في اليونان. وأسفرت عن مقتل 28 شخصًا على الأقل وإصابة 75 شخصًا، مع تسجيل أكثر من 80 حريق غابات. وتم القبض على 79 شخصًا بتهمة الحرق العمد.
وصلت درجات الحرارة المرتفعة إلى 41.0 درجة مئوية (105.8 درجة فهرنهايت)، ومن المتوقع أن تصل درجات الحرارة المرتفعة إلى 45.0 درجة مئوية (113.0 درجة فهرنهايت) في رودس. اقترح خبراء الأرصاد الجوية أن موجة الحر التي تجتاح اليونان من المقرر أن تكون الأطول في تاريخها، حيث تستمر لمدة تصل إلى 16-17 يومًا، متجاوزة موجة الحر عام 1987. ومن المتوقع أيضًا أن تكون أكثر شهور يوليو حرارة مسجلة منذ أكثر من 50 عامًا.
بعد سلسلة من موجات الحر وحرائق الغابات التي اجتاحت أوروبا، بدأت حرائق الغابات في اليونان في 17 يوليو 2023. أنشأت الحكومة اليونانية وحدة إدارة الأزمات للاستجابة للوضع. أدى حريق غابات بدأ في جزيرة رودس اليونانية في 18 يوليو إلى إخلاء أربعة مواقع، بما في ذلك منتجعان ساحليان. تم إجلاء ما يقرب من 2000 شخص، بما في ذلك السياح، بأمان عن طريق البحر، وهو ما يمثل أقل من 10٪ من أماكن الإقامة السياحية في الجزيرة، وفقًا لمتحدث باسم فيلق الإطفاء. في 22 أغسطس، تم العثور على ثمانية عشر جثة في منطقة غابات في شمال اليونان؛ أشارت التقارير الأولية إلى أن القتلى ربما كانوا مهاجرين. بالإضافة إلى ذلك، ومع مرور الأيام مع حرق المزيد من الأراضي وتدمير الممتلكات أكثر فأكثر، بدأ المدنيون يشكون من نقص القوة في قدرات مكافحة الحرائق في اليونان - وهو الأمر الذي يعزونه إلى سوء إدارة الحكومة.

## الأسباب
وفقًا لمسؤول كبير في أزمة المناخ، فإن 667 حريقًا ناجم عن "يد بشرية"، وألقى باللوم إما على الإهمال أو الحرق العمد. تم إجراء 79 اعتقالًا حتى أواخر أغسطس.
وبحلول 25 أغسطس، ألقى المسؤولون القبض على 163 شخصًا بتهم تتعلق بالحرائق منذ بدء موسم الوقاية من الحرائق، بما في ذلك 118 بتهمة الإهمال و24 بتهمة الحرق العمد، وأجرت الشرطة 18 اعتقالًا آخر وفقًا للمتحدث باسم الحكومة بافلوس ماريناكيس.
أدت الرياح الشديدة إلى تفاقم حرائق الغابات في اليونان، مما أدى إلى اندلاع أكثر من 50 حريقًا جديدًا وسط طقس حار وجاف؛ وتشمل الخسائر قتيلين واثنين من رجال الإطفاء المصابين في 21 أغسطس 2023.

## المناطق المتأثرة

### أتيكا
اندلعت ثلاثة حرائق غابات كبيرة في منطقة أتيكا في 17 يوليو، في كاليفيا، ولوتراكي، وديرفينوخوريا. وجهت السلطات اليونانية القرويين لإخلاء منازلهم في جنوب أثينا. في 20 يوليو، اشتعلت حرائق الغابات مرة أخرى في أثينا نتيجة للرياح، مما أجبر جهود الإخلاء في المدينة. في 22 أغسطس، اندلع حريق غابات كبير آخر بالقرب من فيلي، في دير. جعلت الرياح القوية التي بلغت سرعتها 25 كم/ساعة من الصعب جدًا إخمادها وأدت إلى إخلاء المنطقة. تقدم الحريق أثناء الليل وفي 23 أغسطس وصل إلى جبل بارنيثا. في 24 أغسطس تم إخماد الحريق ولكن دمر الحريق بعض المنازل.

### كورفو
في 23 يوليو، صدرت أوامر بإخلاء جماعي في كورفو بعد اندلاع حرائق غابات كبيرة في الجزيرة.
أُمر الناس في رو، وكاتافولو، وكينتروما، وتريتسي، وكوكوكيلا، وساراكينياتيكا، وبلاجيا، وكالامي، وفلاشاتيكا، وكافاليرينا بالإخلاء والانتقال إلى إيبسوس، بينما نُصح الناس في فيجلاتوري ونيساكي بالإخلاء إلى بارباتي.

### إيفيا
في كاريستوس، وصل ارتفاع النيران إلى 20 مترًا (66 قدمًا) وطلب العمدة زيادة استخدام المركبات الجوية في عمليات الإطفاء. ووردت أنباء عن وفاة رجل بسبب ضربة شمس نتيجة حرائق الغابات في جزيرة إيفيا. في 25 يوليو 2023، تحطمت طائرة كندير CL-215 في كاريستوس، مما أسفر عن مقتل طياريها، مع وقوع حادث مماثل منذ ما يقرب من 15 عامًا في نفس المنطقة مع نفس الضحايا. في وقت لاحق من نفس اليوم، عُثر على راعي يبلغ من العمر 41 عامًا محترقًا في منطقة يصعب الوصول إليها خارج قرية بلاتانيستو في كاريستوس.

### ماغنيسيا
اندلعت حرائق غابات كبيرة في منطقة ماغنيسيا في 26 يوليو، في ألميروس وبالقرب من فيليستينو. تمكنت الحرائق من الوصول إلى قاعدة نيا أنخيالوس الجوية والمنطقة الصناعية في فولوس. صدرت أوامر للعديد من طائرات إف-16 بالانتقال من قاعدة نيا أنخيالوس الجوية إلى قاعدة لاريسا الجوية لأسباب تتعلق بالسلامة. وصلت حرائق الغابات إلى مستودع ذخيرة وحدثت عدة انفجارات، مما أدى إلى إخلاء بلدة نيا أنخيالوس.

### رودس

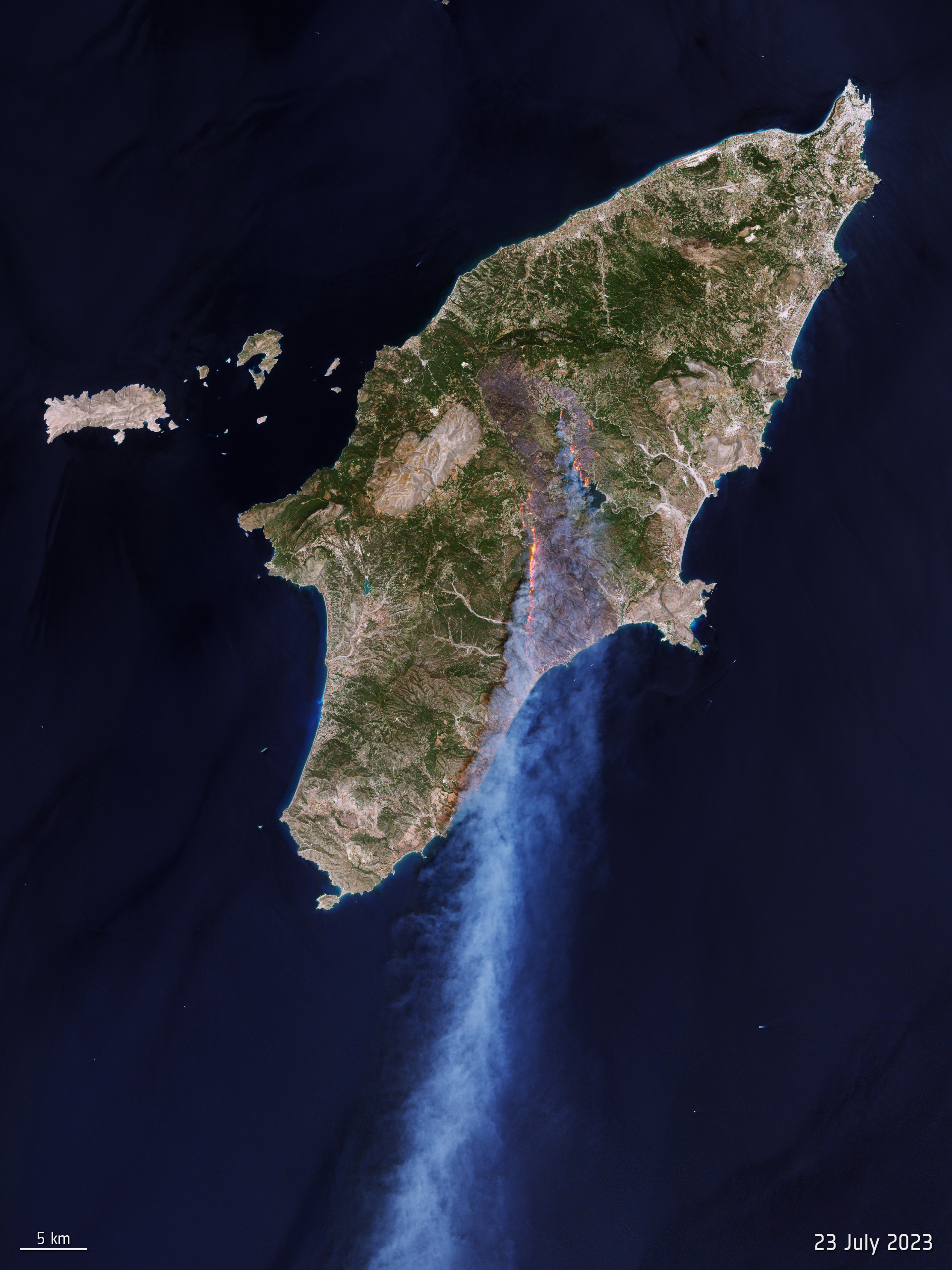
منظر من القمر الصناعي لحريق الغابات في رودس، 23 يوليو 2023.

عانت جزيرة رودس من حرائق غابات متعددة، مما أدى إلى إجلاء ما يقدر بنحو 19000 شخص عن طريق البر والبحر. تم إرسال تنبيهات الطوارئ إلى السكان في الجزيرة لتحذيرهم من حرائق الغابات وإخلاء المنطقة.
صرحت إدارة الإطفاء في رودس أن الحرائق هناك دفعت إلى "أكبر عملية إخلاء" على الإطلاق في الجزيرة، حيث استخدمت إدارة الإطفاء 10 طائرات إطفاء وثماني طائرات هليكوبتر لإطفاء الحرائق وأكثر من 260 رجل إطفاء و49 شاحنة إطفاء ومئات المتطوعين، من بين آخرين، للتعامل مع الحريق في الجزيرة.
أعلنت السلطات حالة الطوارئ في 20 يوليو 2023 في ثلاث بلديات في رودس، بما في ذلك ليندوس، التي تضم العديد من القرى السياحية.
في 21 يوليو، أمرت الحماية المدنية بإخلاء قرية ليرما، التي تبعد حوالي 10 كم عن المنتجعات السياحية الساحلية.
في 23 يوليو 2023، أُعلن أنه سيتم إجلاء 1200 شخص إضافي من قرى بيفكي وليندوس وكالاسوس. تم إلغاء الرحلات الجوية إلى رودس من شركة العطلات البريطانية جيت تو دوت كوم حتى 30 يوليو 2023 ومن TUI حتى 26 يوليو 2023.
في 2 أغسطس، رفعت وزارة السياحة حالة الطوارئ في رودس وعرضت أماكن إقامة سفر مجانية للسياح الذين تم إجلاؤهم من الجزيرة في الشهر السابق.

### ألكساندروبولي

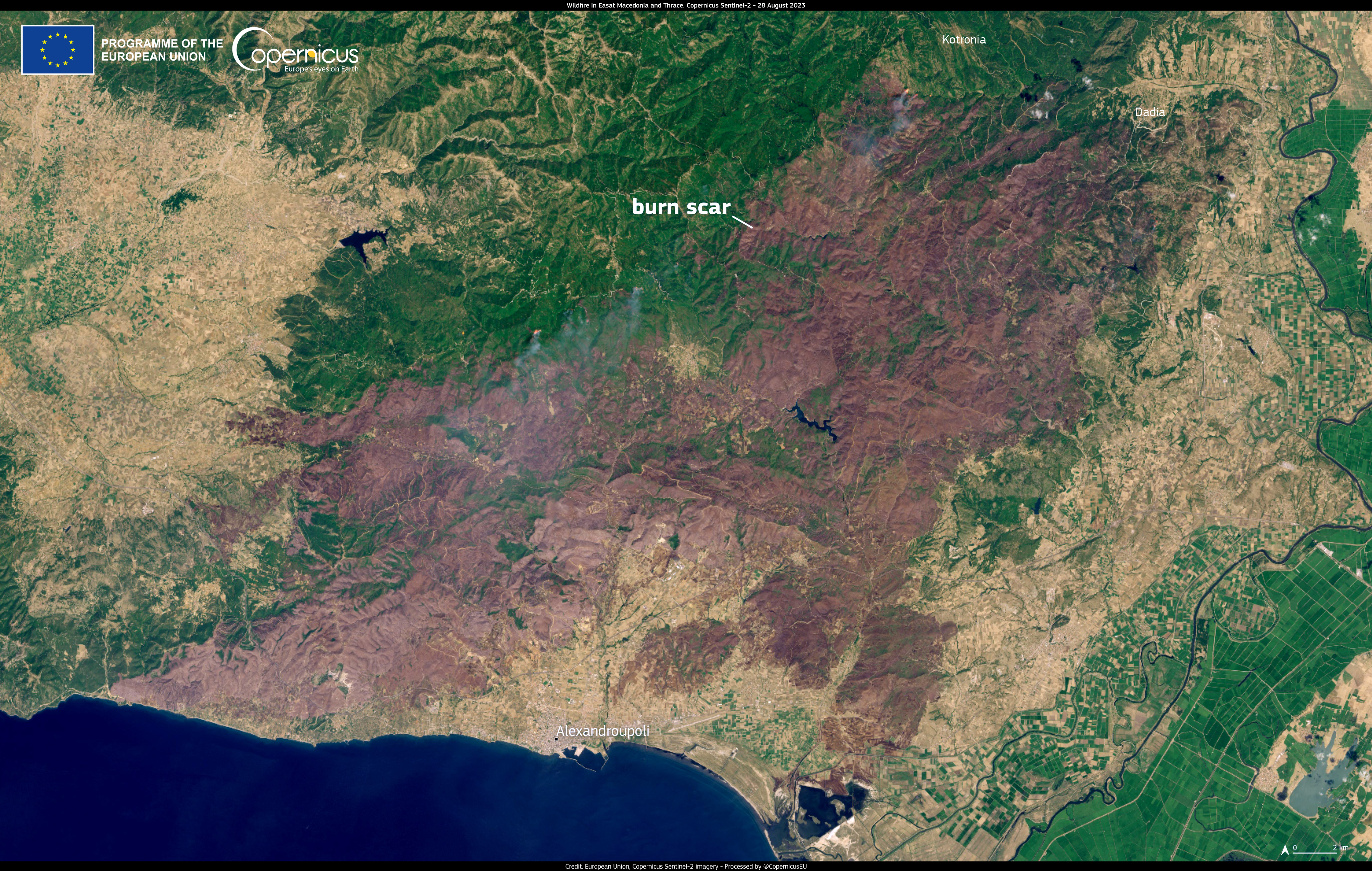
منظر من القمر الصناعي لآثار حرائق الغابات في إيفروس، 28 أغسطس 2023.

اندلع حريق كبير بالقرب من مدينة ألكساندروبولي في شرق تراقيا الغربية في 21 أغسطس. وصرح مسؤولون في الاتحاد الأوروبي بأن الحريق هو "الأكبر المسجل في الاتحاد الأوروبي" حتى هذا الوقت، حيث احترق حوالي 73000 هكتار (730 كيلومترًا مربعًا). تتركز معظم المنطقة المحروقة في غابة داديا. توفي العديد من المهاجرين عندما حوصروا بسبب النيران بالقرب من غابة داديا. اعتبارًا من 28 أغسطس، تم تدمير الغالبية العظمى من غابة داديا وكذلك غابات الصنوبر المحيطة بها بأكثر من 80.000 هكتار (198.000 فدان) محترقة. في جزيرة سمدرك حدث انقطاع للتيار الكهربائي بسبب حريق ألكسندروبوليس. واضطر المستشفى العام في ألكسندروبوليس إلى إخلاء مرضاه. كان الحريق قد وصل تقريبًا إلى المستشفى.

### كافالا
كان حريق كبير مشتعلًا أيضًا بالقرب من مدينة كافالا.

### بارنيثا
هناك أيضًا حريق غابات كبير بالقرب من غابة بارنيثا سيئة السمعة بالقرب من أثينا. احترقت العديد من المنازل بالكامل. بسبب الحريق، تشهد معظم أثينا ضبابًا دخانيًا كثيفًا. بالتزامن مع حرائق كبرى أخرى في اليونان، تشهد معظم اليونان شكلًا من أشكال الضباب الدخاني.